# نبردناو کاواچی
نبردناو کاواچی (به انگلیسی: Japanese battleship Kawachi) یک کشتی بود که طول آن ۵۲۶ فوت (۱۶۰٫۳ متر) بود. این کشتی در سال ۱۹۱۰ ساخته شد.